# Liste des guerres contemporaines
- Guerres majeures, plus de 10 000 morts par an
- Guerres et conflits, entre 1 000 et 10 000 morts par an
- Conflits mineurs, entre 100 et 1 000 morts par an
- Escarmouches et affrontements sporadiques, moins de 100 morts par an

Guerres et conflits en cours en 2024 :
----
Guerres majeures, plus de 10000 morts par an
Guerres et conflits, entre 1000 morts par an
Conflits mineurs, entre 100 morts par an
Escarmouches et affrontements sporadiques, moins de 100 morts par an

Cette liste des guerres contemporaines comprend l'ensemble des conflits armés qui se sont déroulés après la fin de la Seconde Guerre mondiale en septembre 1945.

## Conflits en cours

### Conflit causant plus de1 000 mortspar an
| Début | Guerre/Conflit                                | Lieu                                                            | Nombre de victimes           |
| ----- | --------------------------------------------- | --------------------------------------------------------------- | ---------------------------- |
| 1947  | Conflit indo-pakistanais                      | Inde / Pakistan                                                 | 200 000 à 2 000 000          |
| 1948  | Conflit armé birman                           | Birmanie                                                        | 501 000                      |
| 1964  | Conflit armé colombien                        | Colombie                                                        | 450 000,                     |
| 1973  | Révolte oromo                                 | Éthiopie                                                        | 3 000 à 8 900                |
| 1978  | Conflit afghan                                | Afghanistan                                                     | 1 450 000 à 2 084 468,       |
| 1991  | Guerre civile somalienne                      | Somalie                                                         | au moins 506 000             |
| 1996  | Insurrection des Forces démocratiques alliées | République démocratique du Congo / Ouganda                      | au moins 5 000               |
| 1998  | Conflits communautaires au Nigeria (en)       | Nigeria                                                         | au moins 17 156              |
| 1999  | Conflit d'Ituri                               | République démocratique du Congo                                | au moins 64 000              |
| 2002  | Guerre du Sahel                               | Algérie Libye Mali Maroc Mauritanie Niger Nigeria Tchad Tunisie | au moins 29 000              |
| 2003  | Conflit irakien (en)                          | Irak                                                            | 328 000 à plus de 1 215 000, |
| 2004  | Guerre du Kivu                                | République démocratique du Congo                                | au moins 23 000              |
| 2006  | Guerre de la drogue au Mexique                | Mexique                                                         | au moins 400 000             |
| 2009  | Insurrection de Boko Haram                    | Nigeria Cameroun Tchad Niger                                    | 358 000                      |
| 2011  | Conflit de bandits nigérians (en)             | Nigeria                                                         | au moins 12 000              |
| 2011  | Crise yéménite                                | Yémen / Arabie saoudite                                         | 377 000                      |
| 2011  | Violence ethnique au Soudan du Sud (en)       | Soudan du Sud                                                   | 386 000 à plus de 400 000,   |
| 2012  | Guerre du Mali                                | Mali                                                            | au moins 15 000,             |
| 2014  | Guerre russo-ukrainienne                      | Ukraine / Russie                                                | au moins 310 000             |
| 2017  | Insurrection djihadiste au Mozambique         | Mozambique                                                      | au moins 5 000               |
| 2018  | Guerre civile éthiopienne de 2018 (en)        | Éthiopie Érythrée Soudan                                        | 385 000 à 800 000,           |
| 2023  | Guerre civile soudanaise                      | Soudan                                                          | au moins 15 000              |
| 2023  | Guerre à Gaza                                 | Israël / Palestine                                              | au moins 51 000              |

### Conflits causant moins de1 000 mortspar an
| Début | Guerre/Conflit                                         | Lieu                                            | Nombre de victimes       |
| ----- | ------------------------------------------------------ | ----------------------------------------------- | ------------------------ |
| 1918  | Séparatisme kurde en Iran                              | Iran                                            | 15 000 à plus de 58 000  |
| 1943  | Conflit politique jamaïcain                            | Jamaïque                                        | au moins 1 081,          |
| 1948  | Conflit coréen et conflit maritime inter-coréen        | Corée du Nord / Corée du Sud                    | 3 000 000                |
| 1948  | Conflit israélo-palestinien                            | Israël / Palestine                              | 27 000                   |
| 1948  | Guerres baloutches                                     | Pakistan / Iran                                 | 20 289 à plus de 20 589, |
| 1955  | Conflit au Xinjiang                                    | Chine                                           | au moins 1 000           |
| 1954  | Insurrections au Nord-Est de l'Inde                    | Inde                                            | 40 000                   |
| 1962  | Conflit en Papouasie occidentale                       | Indonésie                                       | 100 000 à 500 000        |
| 1963  | Insurrection du Katanga                                | République démocratique du Congo                | au moins 3 400,          |
| 1967  | Rébellion naxalite                                     | Inde                                            | 12 877 à plus de 14 369, |
| 1969  | Insurrection communiste aux Philippines (en)           | Philippines                                     | 45 000 à 63 973          |
| 1970  | Conflit au Sahara occidental                           | Maroc / République arabe sahraouie démocratique | 14 000 à plus de 21 000  |
| 1972  | Insurrection maoïste en Turquie                        | Turquie                                         | au moins 600             |
| 1975  | Conflit du Cabinda                                     | Angola                                          | 30 000                   |
| 1975  | Conflit hmong                                          | Laos                                            | au moins 100 000,        |
| 1976  | Conflit corse                                          | France / Italie                                 | au moins 154             |
| 1980  | Conflit armé péruvien                                  | Pérou                                           | 70 000                   |
| 1982  | Conflit en Casamance                                   | Sénégal Guinée-Bissau                           | au moins 5 000           |
| 1984  | Conflit kurde en Turquie                               | Turquie Syrie Irak                              | 55 000 à 60 000,         |
| 1987  | Insurrection de l'Armée de Résistance du Seigneur      | République démocratique du Congo                | au moins 100 000         |
| 1989  | Conflit géorgien-ossète                                | Géorgie Ossétie du Sud-Alanie                   | 3 081                    |
| 1990  | Conflit de Transnistrie                                | Moldavie / Transnistrie                         |                          |
| 1994  | Révolte au Chiapas                                     | Mexique                                         | 316                      |
| 1998  | Campagne des républicains irlandais dissidents         | Royaume-Uni / Irlande                           | 160+                     |
| 1999  | Insurrection djihadiste au Bangladesh (en)             | Bangladesh                                      | au moins 3 000,          |
| 2003  | Crise dans le delta du Niger                           | Nigeria / Cameroun                              | 2 500,                   |
| 2004  | Conflit dans le Sud de la Thaïlande                    | Thaïlande                                       | 7 294                    |
| 2004  | Insurrection islamiste au Pakistan                     | Pakistan                                        | au moins 61 874          |
| 2005  | insurrection marxiste au Paraguay                      | Paraguay                                        | au moins 145             |
| 2006  | Conflit des favelas du Grand Rio de Janeiro (en)       | Brésil                                          | au moins 700             |
| 2008  | Conflits des nomades soudanais (en)                    | Soudan / Soudan du Sud                          | 5 000 à plus de 5 500    |
| 2009  | Guérilla en Ciscaucasie                                | Russie                                          | 3 900                    |
| 2011  | Crise libyenne                                         | Libye                                           | 30 000 à 43 000          |
| 2011  | Insurrection du Sinaï                                  | Égypte                                          | 5 853 à plus de 7 353    |
| 2013  | Chronologie du terrorisme en Égypte (depuis 2013) (en) | Égypte                                          | au moins 5 800,          |
| 2015  | Conflit entre l'État islamique et les talibans         | Afghanistan                                     | au moins 1 547           |
| 2015  | Insurrection djihadiste au Burkina Faso                | Burkina Faso                                    | au moins 12 000          |
| 2016  | Guerre contre la drogue aux Philippines                | Philippines                                     | 30 000                   |
| 2016  | Insurrection dans le nord du Tchad                     | Tchad                                           | 644                      |
| 2017  | Crise anglophone au Cameroun                           | Cameroun / Nigeria                              | au moins 6 000           |
| 2017  | Crise haïtienne                                        | Haïti                                           | au moins 4 900           |
| 2018  | Guerre contre la drogue au Bangladesh                  | Bangladesh                                      | 466                      |
| 2020  | Affrontements Afar-Somali                              | Éthiopie                                        | 577,                     |
| 2020  | Rébellion du Togoland de l'Ouest                       | Ghana                                           | au moins 8               |
| 2021  | Conflit du Panchir                                     | Afghanistan                                     | 2 500 à 7 500            |
| 2023  | Crise de la mer Rouge                                  | Yémen                                           | au moins 77              |
| 2023  | Violence interethniques dans le Manipur                | Inde                                            | au moins 142,            |
| 2024  | Conflit de 2024 en Équateur                            | Équateur                                        | au moins 30              |
| 2025  | Conflit Irano-Israëlien de 2025                        | Israël Iran                                     | Au moins 91              |

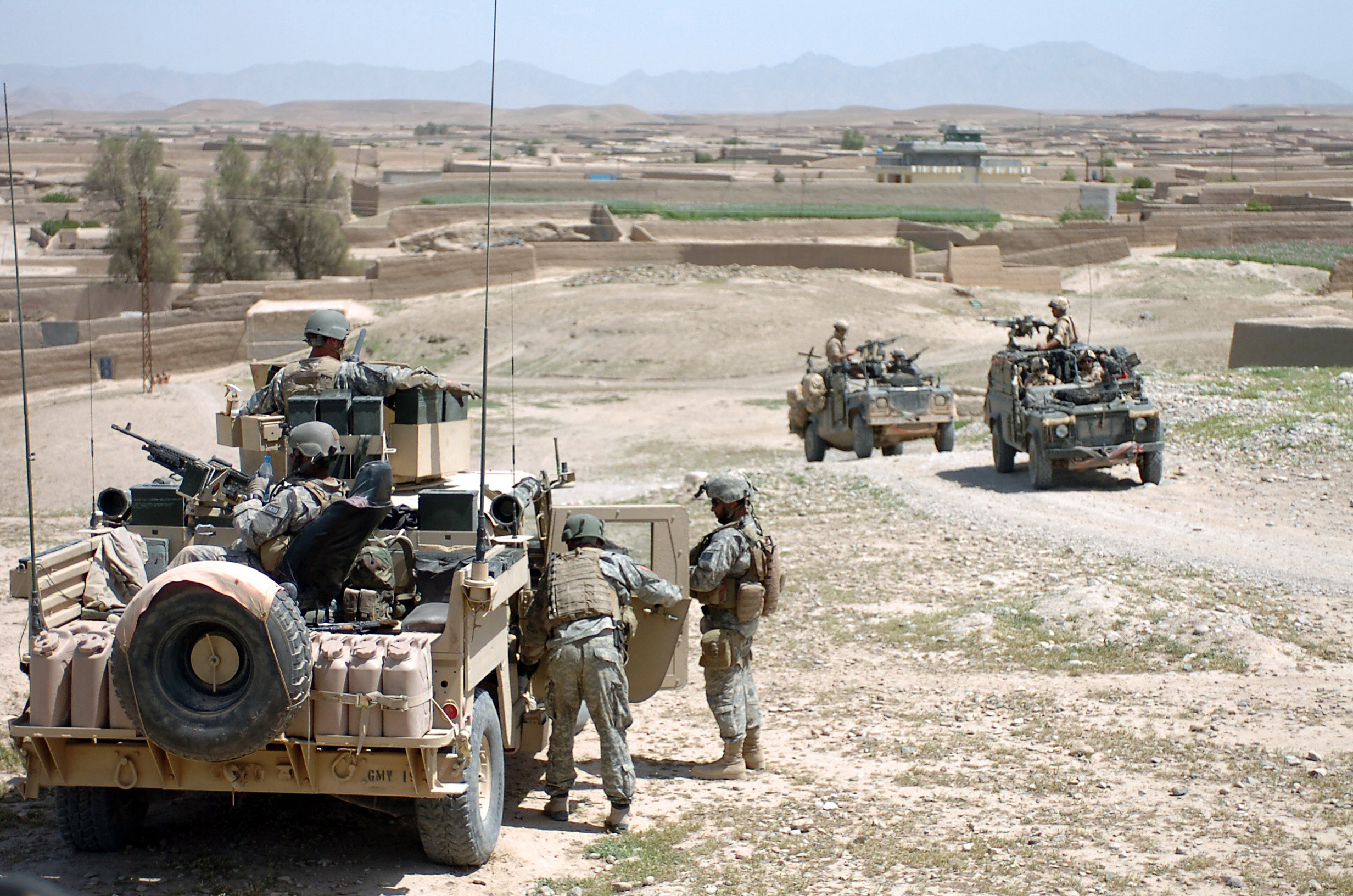
Forces américaines et britanniques en Afghanistan en 2007
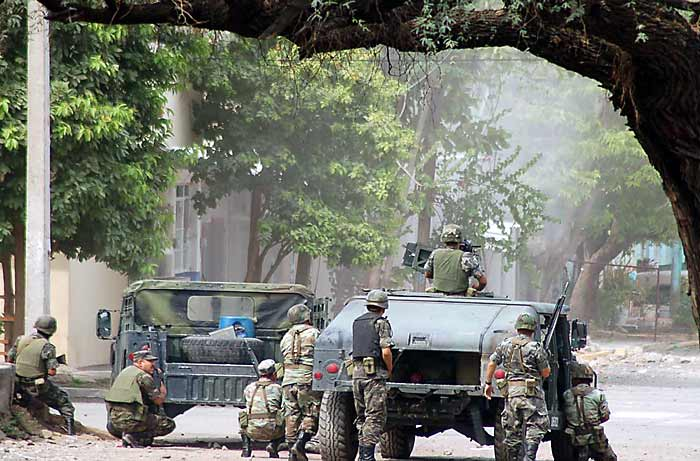
Militaires mexicains à Michoacán en 2007
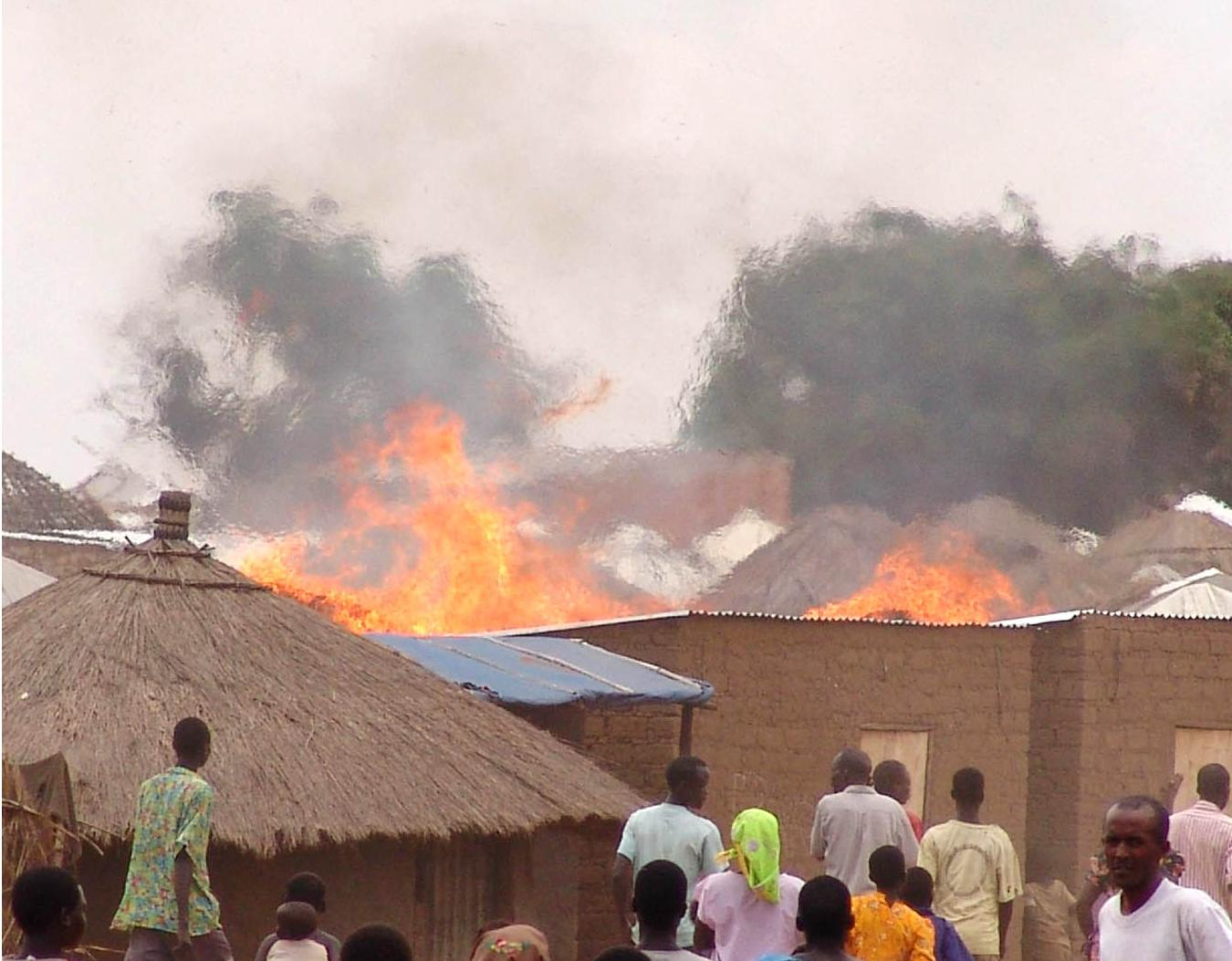
Incendie dans un camp de réfugiés en Ouganda

## Conflits terminés

### Entre 1922 et 1990
| Durée              | Guerre/Conflit                                                         | Lieu                                                                             | Nombre de victimes             |
| ------------------ | ---------------------------------------------------------------------- | -------------------------------------------------------------------------------- | ------------------------------ |
| 1922 à aujourd’hui | Séparatisme arabe au Khuzestan (en)                                    | Iran                                                                             | au moins 501                   |
| 1945               | Massacres de Sétif, Guelma et Kherrata                                 | Algérie française                                                                | 8 000 à 45 000                 |
| 1945 à 1946        | Crise irano-soviétique                                                 | Iran                                                                             | 2 000                          |
| 1945 à 1946        | Opération Masterdom                                                    | Vietnam                                                                          | 2 740 au moins                 |
| 1945 à 1949        | Révolution nationale indonésienne                                      | Indes orientales néerlandaises                                                   | 75 000 à 200 000               |
| 1946               | Soulèvement sud-coréen                                                 | Corée du Sud                                                                     | 611                            |
| 1946               | Soulèvement de Punnapra-Vayalar (en)                                   | Raj britannique                                                                  | 1 040+                         |
| 1946 à 1949        | Guerre civile chinoise                                                 | République de Chine                                                              | 1 200 000                      |
| 1946 à 1949        | Guerre civile grecque                                                  | Grèce                                                                            | 158 000                        |
| 1946 à 1954        | Guerre d'Indochine                                                     | Indochine française                                                              | 500 000 au moins               |
| 1947               | Insurrection malgache                                                  | Colonie de Madagascar et dépendances                                             | 89 000                         |
| 1947               | Guerre civile paraguayenne                                             | Paraguay                                                                         | 20 000 à 30 000                |
| 1947               | Partition des Indes                                                    | Inde / Pakistan                                                                  | 1 000 000                      |
| 1947 à 1948        | Guerre civile de 1947-1948 en Palestine mandataire                     | Palestine                                                                        | 5 000                          |
| 1948               | Soulèvement d'Al-Wathbah (en)                                          | Royaume d'Irak                                                                   | 300 à 400                      |
| 1948               | Guerre civile costaricaine                                             | Costa Rica                                                                       | 4 000 estimés                  |
| 1948               | Annexion de l'État de Hyderabad par l'Inde                             | Inde                                                                             | 28 400 à 200 000               |
| 1948               | Rébellion de Yeosu et Suncheon                                         | Corée du Sud                                                                     | 2 976 à 3 392                  |
| 1948               | Soulèvement de Jeju                                                    | Corée du Sud                                                                     | 14 000 à 30 000                |
| 1948 à 1949        | Guerre israélo-arabe                                                   | Israël / Palestine                                                               | 18 400 à 26 400                |
| 1948 à 1958        | La Violencia                                                           | Colombie                                                                         | 200 000                        |
| 1948 à 1960        | Insurrection communiste malaise                                        | Malaisie                                                                         | 11 053                         |
| 1950 à 1951        | Intervention militaire chinoise au Tibet                               | Tibet                                                                            | 5 000 au moins                 |
| 1950 à 1953        | Guerre de Corée                                                        | Corée du Sud / Corée du Nord                                                     | 4 500 000                      |
| 1950 à 1954        | Révolte nationaliste portoricaine (en)                                 | Porto Rico / États-Unis                                                          | 28                             |
| 1952 à 1955        | Conflit de Buraimi                                                     | États de la Trêve / Mascate et Oman                                              |                                |
| 1952 à 1960        | Révolte des Mau Mau                                                    | Kenya                                                                            | 22 000 au moins                |
| 1953               | Opération Ajax                                                         | Iran                                                                             | 800                            |
| 1953               | Insurrection de juin 1953 en Allemagne de l'Est                        | Allemagne de l'Est                                                               | 100                            |
| 1953 à 1959        | Révolution cubaine                                                     | Cuba                                                                             | 5 000                          |
| 1953 à 1975        | Guerre civile laotienne                                                | Laos                                                                             | 20 000 à 70 000                |
| 1954               | Soulèvement de Kengir                                                  | RSS du Kazakhstan                                                                | 37 à 700                       |
| 1954 à 1955        | Première crise du détroit de Taïwan                                    | Détroit de Taïwan                                                                | 914                            |
| 1954 à 1959        | Guerre d'Oman (en)                                                     | Mascate et Oman                                                                  | 213 à 523                      |
| 1954 à 1962        | Guerre d'Algérie                                                       | Gouvernement provisoire de la République algérienne, Algérie française et France | 300 000 à 500 000              |
| 1955 à 1959        | Insurrection de Chypre                                                 | Chypre britannique                                                               | 547                            |
| 1955 à 1962        | Guerre du Cameroun                                                     | Cameroun                                                                         | 20 000 à 120 000               |
| 1955 à 1967        | Violences inter-ethniques a Chypre                                     | Chypre                                                                           | 647                            |
| 1955 à 1972        | Première guerre civile soudanaise                                      | Soudan                                                                           | 500 000                        |
| 1955 à 1975        | Guerre du Viêt Nam                                                     | République démocratique du Viêt Nam / République du Viêt Nam                     | 5 000 000                      |
| 1956               | Soulèvement de Poznań                                                  | Pologne                                                                          | 65 à 165                       |
| 1956               | Révolution hongroise                                                   | Hongrie                                                                          | 3 500                          |
| 1956 à 1957        | Crise du canal de Suez                                                 | Égypte                                                                           | 14 000                         |
| 1957 à 1958        | Guerre d'Ifni                                                          | Maroc                                                                            | 8 400                          |
| 1958               | Crise de 1958 au Liban                                                 | Liban                                                                            | 1 300 à 2 000                  |
| 1958               | Deuxième crise du détroit de Taïwan                                    | Détroit de Taïwan                                                                | 460 à 594                      |
| 1958               | Révolution irakienne                                                   | Royaume d'Irak                                                                   | 100 estimés                    |
| 1958 à 1959        | Conflit Mexicano guatémaltèque (en)                                    | cotes pacifique                                                                  | 3                              |
| 1959               | Soulèvement tibétain                                                   | Tibet                                                                            | 85 000 à 87 000                |
| 1959               | Soulèvement de Mossoul                                                 | République d'Irak                                                                | 2 426                          |
| 1959               | Rébellion des soldats de l'esprit (en)                                 | République populaire de Chine                                                    | 1 200                          |
| 1959 à 1965        | Rébellion de l'Escambray                                               | Cuba                                                                             | 3 591 +                        |
| 1959 à 2011        | Conflit basque                                                         | Pays basque                                                                      | 1 300                          |
| 1960 à 1961        | Campagne 1960-1961 à la frontière sino-birmane (en)                    | Birmanie / Chine                                                                 | 1 799 +                        |
| 1960 à 1965        | Crise congolaise                                                       | République du Congo-Léopoldville                                                 | 100 000                        |
| 1960 à 1996        | Guerre civile guatémaltèque                                            | Guatemala                                                                        | 140 000 à 200 000              |
| 1961               | Crise de Bizerte                                                       | Tunisie                                                                          | 650 au moins                   |
| 1961               | Débarquement de la baie des Cochons                                    | Cuba                                                                             | 294                            |
| 1961               | Invasion de Goa                                                        | Inde                                                                             | 65                             |
| 1961               | Révolte en Somalie                                                     | Somalie                                                                          | 1 au moins                     |
| 1961 à 1962        | Opération Trikora                                                      | Pays-Bas                                                                         | 223 au moins                   |
| 1961 à 1970        | Première insurrection kurde irakienne                                  | Kurdistan irakien                                                                | 6 600 à 10 000                 |
| 1961 à 1975        | Guerre d'indépendance de l'Angola                                      | Angola                                                                           | 53 000                         |
| 1961 à 1990        | Révolution sandiniste                                                  | Nicaragua                                                                        | 30 000                         |
| 1961 à 1991        | Guerre d'indépendance de l'Érythrée                                    | Éthiopie                                                                         | 230 000 à 655 000              |
| 1962               | Crise de l'été 1962                                                    | Algérie                                                                          | 1 000                          |
| 1962               | Guerre sino-indienne                                                   | Inde                                                                             | 3 005                          |
| 1962               | El Carupanazo (en)                                                     | Venezuela                                                                        | 56                             |
| 1962               | El Porteñazo                                                           | Venezuela                                                                        | 400 +                          |
| 1962 à 1966        | Konfrontasi                                                            | Malaisie                                                                         | 704                            |
| 1962 à 1970        | Guerre civile du Yémen du Nord                                         | Yémen du Nord                                                                    | 100 000 à 200 000              |
| 1963               | Guerre des Sables                                                      | Algérie / Maroc                                                                  | 339                            |
| 1963               | Révolte de la marine argentine                                         | Argentine                                                                        | 24                             |
| 1963               | Révolution du Ramadan                                                  | Royaume d'Irak                                                                   | 1 500 à 5 000                  |
| 1963 à 1964        | Rébellion touarègue                                                    | Mali                                                                             |                                |
| 1963 à 1965        | Rébellion Simba                                                        | République du Congo-Léopoldville                                                 | 20 392 au moins                |
| 1963 à 1967        | Guerre de shifta (en)                                                  | Kenya                                                                            | 4 200 +                        |
| 1963 à 1967        | Révolution du 14 octobre                                               | Yémen du Sud                                                                     | 2 096                          |
| 1963 à 1974        | Guerre d'indépendance de la Guinée-Bissau                              | Guinée-Bissau                                                                    | 13 000                         |
| 1964               | Guerre frontalière entre l'Éthiopie et la Somalie                      | Éthiopie                                                                         | 1 000 à 2 000                  |
| 1964               | Révolution de Zanzibar                                                 | Zanzibar                                                                         | 80                             |
| 1964 à 1975        | Guerre d'indépendance du Mozambique                                    | Mozambique                                                                       | 13 500                         |
| 1964 à 1976        | Guerre du Dhofar                                                       | Oman                                                                             | 2 524                          |
| 1964 à 1982        | Guerre sale Mexicaine (en)                                             | Mexique                                                                          | 3 000 au moins                 |
| 1965 à 1966        | Massacres en Indonésie                                                 | Indonésie                                                                        | 500 000 à 3 000 000            |
| 1965 à 1966        | Occupation de la République dominicaine par les États-Unis             | République dominicaine                                                           | 2 700 au moins                 |
| 1965 à 1979        | Guerre civile tchadienne                                               | Tchad                                                                            | 3 500                          |
| 1965 à 1983        | Insurrection communiste en Thaïlande (en)                              | Thaïlande                                                                        | 6 762 au moins                 |
| 1966 à 1988        | Guerre de la frontière sud-africaine                                   | Angola / Afrique du Sud                                                          | 15 000 à 18 000                |
| 1966 à 1967        | Guérilla de Ñancahuazú                                                 | Bolivie                                                                          | -                              |
| 1966 à 1969        | Conflit coréen de la DMZ                                               | Corée du Sud / Corée du Nord                                                     | 1 267                          |
| 1967               | Guerre des Six Jours                                                   | Égypte / Israël                                                                  | 14 000 à 24 000                |
| 1967               | Attaque des Machurucuto (en)                                           | Venezuela                                                                        | 10+                            |
| 1967               | Affrontements de Nathu La et Cho La (en)                               | Inde / Chine                                                                     | 133 à 428                      |
| 1967 à 1970        | Guerre du Biafra                                                       | Nigeria                                                                          | 1 000 000 à 3 100 000          |
| 1967 à 1970        | Guerre d'usure                                                         | Israël                                                                           | 13 925 à 14 755                |
| 1967 à 1974        | Guérilla de l'Araguaia                                                 | Brésil                                                                           | 100                            |
| 1967 à 1975        | Guerre civile cambodgienne                                             | Cambodge                                                                         | 600 000                        |
| 1967 à 1987        | Années de plomb                                                        | Europe                                                                           | 1 000 au moins                 |
| 1968               | Invasion de la Tchécoslovaquie par le Pacte de Varsovie                | Tchécoslovaquie                                                                  | 220                            |
| 1968 à 2019        | Insurrection moro aux Philippines                                      | Philippines                                                                      | 120 000 à 150 000              |
| 1968 à 1989        | Insurrection communiste en Malaisie (1968-1989) (en)                   | Malaisie                                                                         | 367                            |
| 1968 à 1998        | Conflit nord-irlandais                                                 | Irlande du Nord                                                                  | 3 000                          |
| 1969               | Conflit frontalier sino-soviétique                                     | Union soviétique / Chine                                                         | 160                            |
| 1969               | Guerre de Cent Heures                                                  | Salvador / Honduras                                                              | 3 000                          |
| 1969               | Insurrection du Rupununi                                               | Guyana                                                                           | 77 à 107                       |
| 1969               | Guerre d'Al-Wadiah (en)                                                | Arabie saoudite                                                                  | 41                             |
| 1970 à 1971        | Septembre noir                                                         | Jordanie                                                                         | 20 600                         |
| 1970 à 1971        | Révolte de Reggio                                                      | Italie                                                                           | 3 à 6                          |
| 1971               | Troisième guerre indo-pakistanaise                                     | Bangladesh                                                                       | 512 000 à 3 000 000            |
| 1971               | Guerre de libération du Bangladesh                                     | Bangladesh                                                                       | 300 000                        |
| 1971               | Révolte ceylanaise                                                     | Ceylan                                                                           | 1 200 à 5 000                  |
| 1972               | Invasion de l'Ouganda                                                  | Ouganda                                                                          | 159 à 170+                     |
| 1972 à 1975        | Insurrection au Bangladesh                                             | Bangladesh                                                                       | 2 000 à 60 000                 |
| 1972 à 1979        | Guerre du Bush                                                         | Rhodésie                                                                         | 20 000                         |
| 1973               | Guerre du Kippour                                                      | Israël / Égypte                                                                  | 20 000                         |
| 1973 à 1990        | Résistance armée chilienne contre la dictature d'Augusto Pinochet (en) | Chili                                                                            | 1 641 à 2 141                  |
| 1974               | Invasion turque de Chypre                                              | Chypre                                                                           | 895                            |
| 1974               | Soulèvement d'Arube (en)                                               | Ouganda                                                                          | 100 au moins                   |
| 1974 à 1975        | Deuxième insurrection kurde irakienne                                  | République d'Irak                                                                | 7 000 à 20 000                 |
| 1974 à 1975        | Conflit du Shatt al-Arab (en)                                          | Frontière entre la République d'Irak et État impérial d'Iran                     | 1 000 estimés                  |
| 1974 à 1983        | Guerre sale argentine (en)                                             | Argentine                                                                        | 9 000 à 30 000                 |
| 1974 à 1991        | Guerres civiles en Éthiopie                                            | Éthiopie                                                                         | 230 000 à 1 400 000            |
| 1975 à 1976        | Invasion indonésienne du Timor oriental                                | Timor oriental                                                                   | 91 800 à 203 000               |
| 1975 à 1979        | Troisième insurrection kurde irakienne                                 | Kurdistan irakien                                                                | 1 000+                         |
| 1975 à 1989        | Opération Condor                                                       | Brésil, Uruguay, Argentine, Paraguay, Chili, Bolivie et Pérou                    | 60 000 à 80 000                |
| 1975 à 1990        | Guerre du Liban                                                        | Liban                                                                            | 140 000                        |
| 1975 à 1991        | Guerre du Sahara occidental                                            | République arabe sahraouie démocratique                                          | 13 000                         |
| 1975 à 2002        | Guerre civile angolaise                                                | Angola                                                                           | 1 000 000                      |
| 1976 à 1980        | Violence politique turque (1976-1980) (en)                             | Turquie                                                                          | 5 388 à 7 371                  |
| 1976 à 1982        | Insurrection des Frères musulmans en Syrie                             | Syrie                                                                            | 20 000 à 80 000                |
| 1976 à 2005        | Insurrection d'Aceh (en)                                               | Indonésie                                                                        | 15 100                         |
| 1977               | Première guerre du Shaba                                               | Zaïre                                                                            | -                              |
| 1977               | Guerre égypto-libyenne                                                 | Égypte / Libye                                                                   | 5 000                          |
| 1977 à 1978        | Guerre de l'Ogaden                                                     | Éthiopie                                                                         | 15 000                         |
| 1977 à 1992        | Guerre civile du Mozambique                                            | Mozambique                                                                       | 900 000                        |
| 1977 à 1997        | Conflit de Chittagong Hill Tracts (en)                                 | Bangladesh                                                                       | 4 000 à 25 500                 |
| 1978               | Deuxième guerre du Shaba                                               | Zaïre                                                                            | 900                            |
| 1978               | Opération Litani                                                       | Liban                                                                            | 1 100 à 2 000                  |
| 1978               | Révolution de Saur                                                     | Afghanistan                                                                      | 2 000+                         |
| 1978 à 1979        | Guerre ougando-tanzanienne                                             | Ouganda                                                                          | 4 000                          |
| 1978 à 1979        | Révolution iranienne                                                   | Iran                                                                             | 532 à 2 781                    |
| 1978 à 1979        | Guerre entre le Cambodge et le Viêt Nam                                | Kampuchéa démocratique / Vietnam                                                 | 27 000 estimés                 |
| 1978 à 1982        | Rébellion du Front démocratique national yéménite                      | Yémen du Nord                                                                    |                                |
| 1978 à 1987        | Conflit tchado-libyen                                                  | Tchad                                                                            | 8 500                          |
| 1978 à 1999        | Conflit cambodgien                                                     | Kampuchéa démocratique / Vietnam                                                 | 175 000 à 200 000              |
| 1979               | Guerre sino-vietnamienne                                               | Chine / Vietnam                                                                  | 300 000                        |
| 1979               | Révolte du Khouzistan                                                  | Iran                                                                             | 25 à 112                       |
| 1979               | Prise de la Grande Mosquée de la Mecque                                | Arabie saoudite                                                                  | 312                            |
| 1979               | Insurrection d'Hérat                                                   | République démocratique d'Afghanistan                                            | 3 000 à 25 000                 |
| 1979               | Conflit inter-yéménite                                                 | Yémen du Nord / Yémen du Sud                                                     | 1 084                          |
| 1979 à 1989        | Guerre d'Afghanistan                                                   | Afghanistan                                                                      | 1 000 000                      |
| 1979 à 1992        | Guerre civile du Salvador                                              | Salvador                                                                         | 27 000                         |
| 1980               | Événements de Gafsa (1980)                                             | Tunisie                                                                          | 62                             |
| 1980               | Soulèvement de Gwangju                                                 | Corée du Sud                                                                     | 1 000 à 2 000                  |
| 1980               | Guerre de la noix de coco                                              | Vanuatu                                                                          | -                              |
| 1980 à 1988        | Guerre Iran-Irak                                                       | Iran / Irak                                                                      | 1 000 000                      |
| 1981               | Guerre du Paquisha                                                     | Pérou / Équateur                                                                 | 33                             |
| 1981               | Soulèvement d'Entumbane (en)                                           | Zimbabwe                                                                         | 260 à 400                      |
| 1981 à 1986        | Guerre de brousse                                                      | Ouganda                                                                          | 100 000 à 500 000              |
| 1982               | Guerre des Malouines                                                   | Îles Malouines                                                                   | 907                            |
| 1982               | Soulèvement d'Amol (en)                                                | Iran                                                                             | 80 à 300                       |
| 1982               | Intervention militaire israélienne au Liban                            | Liban                                                                            | 2 787                          |
| 1983               | Invasion de la Grenade                                                 | Grenade                                                                          | 115                            |
| 1983               | Guerre tchado-nigériane                                                | Nigeria / Tchad                                                                  | 100+                           |
| 1983 à 2005        | Seconde guerre civile soudanaise                                       | Soudan                                                                           | 1 000 000 à 2 000 000          |
| 1983 à 2009        | Guerre civile du Sri Lanka                                             | Sri Lanka                                                                        | 150 000 à 270 000              |
| 1984 à 2003        | Conflit du Siachen (en)                                                | Inde / Pakistan                                                                  | 236 à 1 336                    |
| 1985               | Guerre de la Bande d'Agacher                                           | Burkina Faso / Mali                                                              | 179                            |
| 1985 à 2000        | Conflit au Sud-Liban                                                   | Liban                                                                            | 3 784                          |
| 1986               | Guerre civile du Yémen du Sud                                          | Yémen du Sud                                                                     | 4 000 à 10 000                 |
| 1986               | Opération El Dorado Canyon                                             | Libye                                                                            | 62                             |
| 1986 à 1992        | Guerre civile du Suriname                                              | Suriname                                                                         | 447                            |
| 1987 à 1988        | Conflit frontalier entre le Laos et la Thaïlande                       | Laos / Thaïlande                                                                 | 1 000                          |
| 1987 à 1989        | Insurrection du Janatha Vimukthi Peramuna (en)                         | Sri Lanka                                                                        | 80 000 à 100 000               |
| 1987 à 1991        | Révolution chantante                                                   | Estonie, Lettonie et Lituanie                                                    | -                              |
| 1987 à 1993        | Première intifada                                                      | Palestine                                                                        | 2 304                          |
| 1988 à 2024        | Conflit du Haut-Karabagh                                               | Arménie / Azerbaïdjan                                                            | 39 000 à plus de 49 000,.      |
| 1988 à 1998        | Guerre civile de Bougainville                                          | Papouasie-Nouvelle-Guinée                                                        | 15 000 à 20 000                |
| 1989               | Révolution roumaine de 1989                                            | Roumanie                                                                         | 1 104                          |
| 1989 à 1990        | Invasion du Panama par les États-Unis                                  | Panama                                                                           | 5 000                          |
| 1989 à 1991        | Conflit sénégalo-mauritanien                                           | Sénégal / Mauritanie                                                             | 400                            |
| 1989 à 1992        | Guerre d'Afghanistan                                                   | Afghanistan                                                                      | 50 000 estimés                 |
| 1989 à 1996        | Insurrection du Parti démocratique du Kurdistan d’Iran (en)            | Iran                                                                             | 168 à 503                      |
| 1989 à 1997        | Première guerre civile libérienne                                      | Liberia                                                                          | 100 000 à 220 000              |
| 1990 à 1991        | Guerre du Golfe                                                        | Koweït / Irak                                                                    | 150 000                        |
| 1990 à 1993        | Guerre civile rwandaise                                                | Rwanda                                                                           | 10 000 à 210 000 hors génocide |
| 1990 à 1996        | Rébellion touarègue                                                    | Mali / Niger                                                                     | 700 à 1 500,                   |

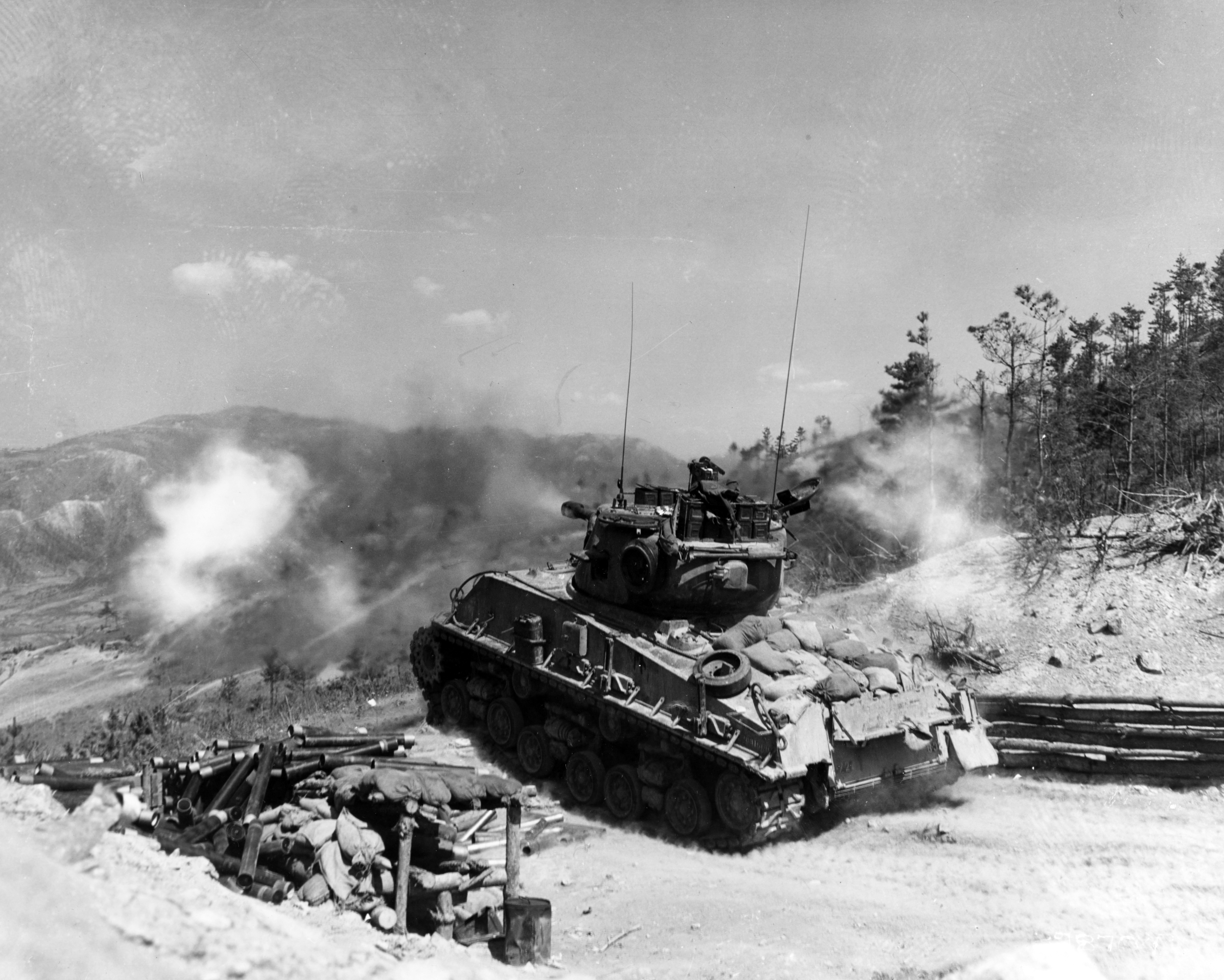
Char M4 Sherman en position de tir durant la Guerre de Corée en 1952
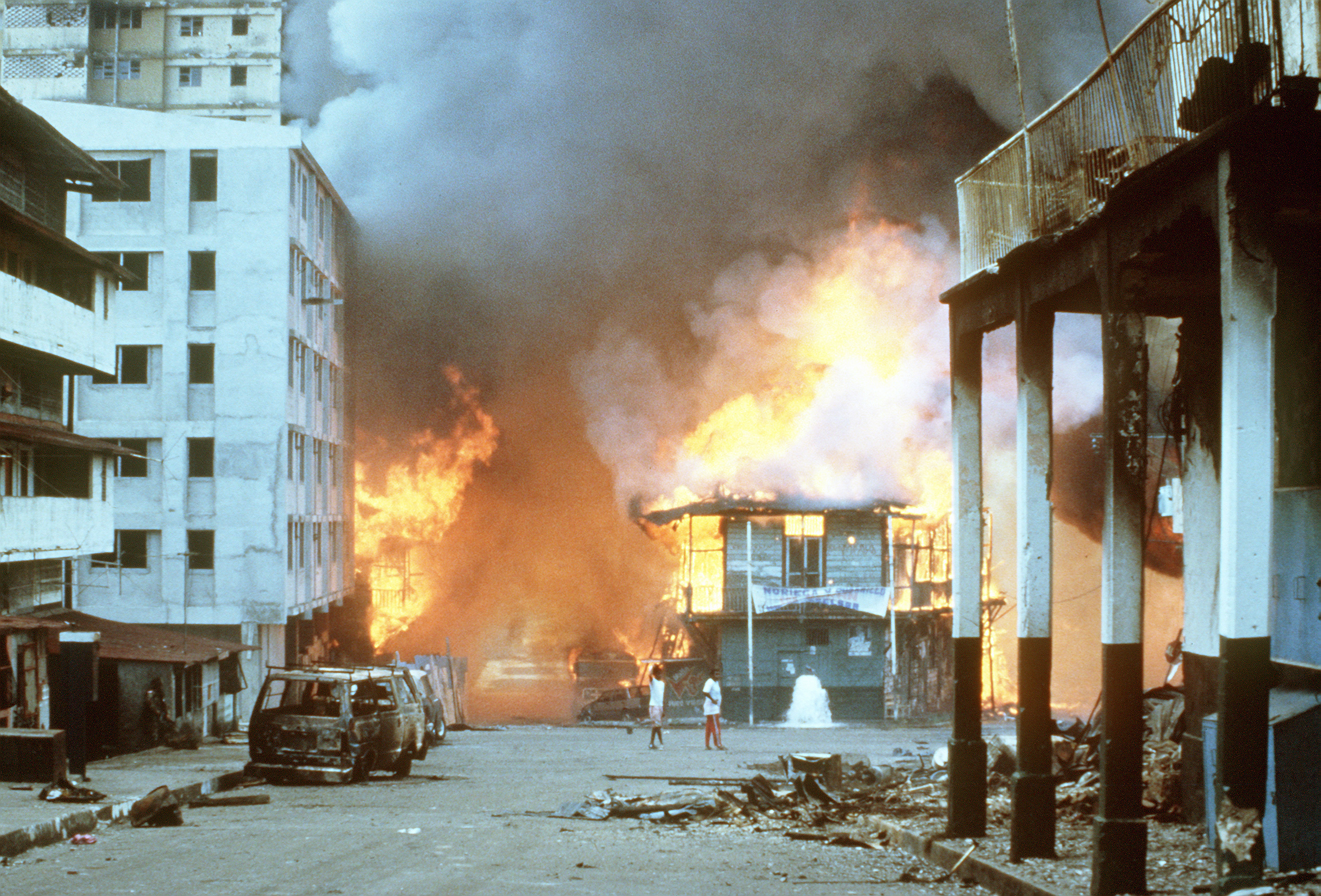
Immeubles en feu durant l'invasion du Panama par les États-Unis en 1989

### Après 1990
| Durée       | Guerre/Conflit                                                | Lieu                                       | Nombre de victimes         |
| ----------- | ------------------------------------------------------------- | ------------------------------------------ | -------------------------- |
| 1991        | Insurrection irakienne de 1991                                | Irak                                       | 30 000 à 100 000,          |
| 1991        | Guerre de Slovénie                                            | Slovénie et Yougoslavie                    | 60                         |
| 1991        | Opération Traira                                              | Colombie et Brésil                         | 67+                        |
| 1991 à 1992 | Première guerre d'Ossétie du sud                              | Géorgie                                    | 1 000 estimés              |
| 1991 à 1993 | Guerre civile géorgienne                                      | Géorgie                                    | -                          |
| 1991 à 1993 | Guerre de Croatie                                             | Croatie                                    | 20 000                     |
| 1991 à 2001 | Guerre civile djiboutienne                                    | Djibouti                                   | 1 000+                     |
| 1991 à 2001 | Guerres de Yougoslavie                                        | Yougoslavie                                | 200 000                    |
| 1991 à 2002 | Décennie noire                                                | Algérie                                    | 60 000 à 200 000           |
| 1991 à 2002 | Guerre civile sierra-léonaise                                 | Sierra Leone                               | 75 000                     |
| 1992        | Guerre du Dniestr                                             | Moldavie                                   | 3 500                      |
| 1992 à 1995 | Guerre de Bosnie-Herzégovine                                  | Bosnie-Herzégovine                         | 103 000                    |
| 1992 à 1997 | Guerre civile du Tadjikistan                                  | Tadjikistan                                | 100 000                    |
| 1992 à 1996 | Guerre d'Afghanistan                                          | Afghanistan                                | -                          |
| 1992        | Conflit en Ossétie du Nord                                    | Russie                                     | 542                        |
| 1993 à 2005 | Guerre civile du Burundi                                      | Burundi                                    | 300 000                    |
| 1993        | Crise constitutionnelle russe                                 | Russie                                     | 2 000+                     |
| 1993        | Insurrection maoïste au Bangladesh                            | Bangladesh                                 | au moins 1 200             |
| 1993 à 1999 | Guerre civile du Congo-Brazzaville                            | République du Congo                        | 4 000 à 10 000             |
| 1994 à 1997 | Guerre civile kurde irakienne                                 | Kurdistan irakien                          | 5 000 à 8 000              |
| 1994 à 1999 | Conflit de Caprivi                                            | Namibie                                    | 14                         |
| 1994 à 1996 | Première guerre de Tchétchénie                                | Tchétchénie                                | 80 000 à 100 000           |
| 1994        | Génocide des Tutsi au Rwanda                                  | Rwanda                                     | 810 000                    |
| 1994        | Guerre civile yéménite de 1994                                | Yémen                                      | 7 444                      |
| 1994        | Crise du Bophuthatswana (en)                                  | Bophuthatswana                             | 55                         |
| 1994 à 2018 | Insurrection dans l'Ogaden                                    | Éthiopie                                   | 1 400 à 11 000             |
| 1995        | Guerre du Cenepa                                              | Pérou et Équateur                          | 120 à 500                  |
| 1995        | Conflit des îles Hanish                                       | Érythrée et Yémen                          | 27                         |
| 1995 à 2018 | Seconde insurrection de l'Afar (en)                           | Éthiopie et Érythrée                       | 70 000+                    |
| 1996 à 2006 | Guerre civile népalaise                                       | Népal                                      | 12 200                     |
| 1996 à 2001 | Guerre d'Afghanistan                                          | Afghanistan                                | -                          |
| 1996 à 1997 | Première guerre du Congo                                      | République démocratique du Congo           | 5250 000 à 6800 000        |
| 1997        | Crise cambodgienne de 1997                                    | Cambodge                                   | 140                        |
| 1997        | Crise albanaise de 1997                                       | Albanie                                    | 2 000                      |
| 1998 à 2000 | Guerre entre l'Érythrée et l'Éthiopie                         | Érythrée et Éthiopie                       | 150 000                    |
| 1998 à 2003 | Deuxième guerre du Congo                                      | République démocratique du Congo           | Entre 183 000 et 5 400 000 |
| 1998        | Guerre d'Abkhazie                                             | Abkhazie                                   | 60 à 495                   |
| 1998        | Crise de Monrovia (en)                                        | Liberia                                    | 302 au moins               |
| 1998 à 1999 | Guerre civile de Guinée-Bissau                                | Guinée-Bissau                              | 6 000                      |
| 1998 à 1999 | Guerre du Kosovo                                              | Yougoslavie                                | 13 000,                    |
| 1999 à 2009 | Seconde guerre de Tchétchénie                                 | Tchétchénie                                | 17 700 à 25 000            |
| 1999 à 2003 | Deuxième guerre civile libérienne                             | Liberia                                    | 150 000 à 300 000          |
| 1999        | Conflit de Kargil                                             | Inde et Pakistan                           | 1 000 à 4 000              |
| 1999        | Conflit de Batken                                             | Kirghizistan                               | 1 182                      |
| 1999        | Invasion du Daghestan                                         | Daguestan                                  | 2 779 estimés              |
| 1999 à 2001 | Conflit de la vallée de Preševo                               | RF Yougoslavie                             | 60                         |
| 1999 à 2002 | Conflit sectaire aux Moluques (en)                            | Indonésie                                  | 5 000                      |
| 1999 à 2005 | Crise timoraise de 1999                                       | Timor oriental                             | 1 487 à 1 491              |
| 2000 à 2005 | Seconde intifada                                              | Palestine et Israël                        | 4 183                      |
| 2001        | Insurrection albanaise de 2001 en Macédoine                   | Macédoine                                  | 70                         |
| 2001        | Affrontements frontalier indo bengali de 2001 (en)            | Inde et Bangladesh                         | 19                         |
| 2001 à 2003 | Insurrection islamiste au Kurdistan irakien (en)              | Kurdistan irakien                          | 245 au moins               |
| 2001 à 2021 | Guerre d'Afghanistan                                          | Afghanistan                                | 165 000                    |
| 2002 à 2007 | Crise politico-militaire en Côte d'Ivoire                     | Côte d'Ivoire                              | 1 500                      |
| 2003 à 2020 | Guerre du Darfour                                             | Soudan                                     | 301 000+                   |
| 2003 à 2011 | Guerre d'Irak                                                 | Irak                                       | 155 000 à 1 486 000        |
| 2004 à 2007 | Première guerre civile centrafricaine                         | République centrafricaine                  | 100+                       |
| 2004 à 2014 | Guerre du Saada                                               | Yémen                                      | 4 839 à 6 639              |
| 2005 à 2008 | Insurrection du Mont Elgon                                    | Kenya                                      | 600 à 900                  |
| 2005 à 2010 | Guerre civile tchadienne                                      | Tchad                                      | 1 140                      |
| 2006        | Conflit israélo-libanais de 2006                              | Liban et Israël                            | 1 600                      |
| 2006 à 2011 | Conflit Fatah-Hamas                                           | Palestine                                  | 350 au moins               |
| 2007        | Prise de Gaza de juin 2007                                    | Bande de Gaza                              | 161                        |
| 2007 à 2009 | Rébellion touarègue                                           | Mali et Niger                              | 420                        |
| 2007 à 2008 | Violences postélectorales au Kenya                            | Kenya                                      | 1 500                      |
| 2007 à 2015 | Guerre d'Ingouchie                                            | Russie                                     | 1 546                      |
| 2008        | Guerre russo-géorgienne                                       | Abkhazie, Ossétie du Sud-Alanie et Géorgie | 716 à 883                  |
| 2008        | Guerre djibouto-érythréenne                                   | Érythrée et Djibouti                       | 112                        |
| 2008        | Opération Démocratie aux Comores                              | Comores                                    | 3                          |
| 2008        | Conflit libanais de 2008                                      | Liban                                      | 70 à 110                   |
| 2008        | Violences de Koufra                                           | Libye                                      | 11 à 30                    |
| 2008 à 2009 | Guerre de Gaza de 2008-2009                                   | Palestine et Israël                        | 1 340                      |
| 2008 à 2011 | Conflit frontalier entre le Cambodge et la Thaïlande          | Cambodge et Thaïlande                      | 633                        |
| 2009        | Crise politique péruvienne (en)                               | Pérou                                      | 34                         |
| 2009        | Conflit de Dongo (en)                                         | République démocratique du Congo           | 100 estimés                |
| 2010 à 2011 | Crise ivoirienne de 2010-2011                                 | Côte d'Ivoire                              | 3 000                      |
| 2011        | Première guerre civile libyenne                               | Libye                                      | 10 000 à 30 000,           |
| 2011 à 2020 | Conflit au Kordofan du Sud                                    | Soudan                                     | 7 166                      |
| 2011 à 2017 | Conflit au Liban                                              | Liban                                      | 722                        |
| 2011 à 2024 | Guerre civile syrienne                                        | Syrie                                      | 500 000 à plus de 606 000  |
| 2012        | Guerre de Gaza de 2012                                        | Palestine                                  | 169                        |
| 2012        | Crise d'Heglig (en)                                           | Soudan et Soudan du Sud                    | 316 à 1 229 estimés        |
| 2012        | Affrontements de Baragoi                                      | Kenya                                      | 46                         |
| 2012 à 2013 | Rébellion du M23                                              | République démocratique du Congo           | 241                        |
| 2012 à 2013 | Deuxième guerre civile centrafricaine                         | République centrafricaine                  | 565                        |
| 2012 à 2019 | Insurrection djihadiste en Tunisie                            | Tunisie                                    | au moins 235               |
| 2013        | Conflit de Sabah                                              | Malaisie                                   | 84                         |
| 2013 à 2014 | Troisième guerre civile centrafricaine                        | République centrafricaine                  | 3 000                      |
| 2013 à 2017 | Seconde guerre civile irakienne                               | Irak                                       | 90 505 à 128 411           |
| 2013 à 2019 | Insurrection du RENAMO                                        | Mozambique                                 | 200+                       |
| 2013 à 2020 | Guerre civile sud-soudanaise                                  | Soudan du Sud                              | 50 000 à 383 000           |
| 2013 à 2020 | Affrontements opposant Twa et Luba                            | République démocratique du Congo           | 1 410                      |
| 2014        | Guerre de Gaza de 2014                                        | Palestine                                  | 2 200 à 2 400              |
| 2014        | Affrontements tribaux d'Assouan (en)                          | Égypte                                     | 25                         |
| 2014 à 2020 | Deuxième guerre civile libyenne                               | Libye                                      | 14 882+,                   |
| 2015 à 2020 | Crise burundaise                                              | Burundi                                    | 1 143                      |
| 2016        | Guerre des Quatre Jours                                       | Haut-Karabagh                              | 200+                       |
| 2016        | Affrontements de Kasese                                       | Ouganda                                    | 103 à 156                  |
| 2016 à 2019 | Rébellion Kamwina Nsapu                                       | République démocratique du Congo           | 5 000 estimés              |
| 2016 à 2017 | Guerre du Pool                                                | République du Congo                        | 115                        |
| 2020        | Seconde guerre du Haut-Karabagh                               | Arménie, Azerbaïdjan et Haut-Karabagh      | 6 000+                     |
| 2020 à 2022 | Guerre du Tigré                                               | Éthiopie                                   | 300 000 à 600 000          |
| 2021        | Crise israélo-palestinienne de 2021                           | Palestine et Israël                        | 272 estimés                |
| 2021        | Conflit de 2021 entre le Kirghizistan et le Tadjikistan       | Kirghizistan et Tadjikistan                | 41                         |
| 2022        | Révolte de 2022 au Kazakhstan                                 | Kazakhstan                                 | 225 au moins               |
| 2022        | Conflit arméno-azerbaïdjanais de septembre 2022               | Arménie et Azerbaïdjan                     | 287                        |
| 2022        | Affrontements de 2022 entre le Kirghizistan et le Tadjikistan | Kirghizistan et Tadjikistan                | 100 à 259                  |
| 2022        | Incursion de l'Éthiopie par les shebabs                       | Éthiopie                                   | 817 à 887                  |
| 2023        | Guerre de 2023 au Haut-Karabagh                               | Haut-Karabagh                              | 406                        |
| 2023 à 2024 | Guerre entre Israël et le Hezbollah (2023-2024)               | Israël Liban                               | 4 000 +                    |